# Bernhard Müller-Feyen
Bernhard Müller-Feyen (* 1931 in Adenau; † August 2004 ebenda) war ein deutscher Künstler, Bildhauer und Lehrer.

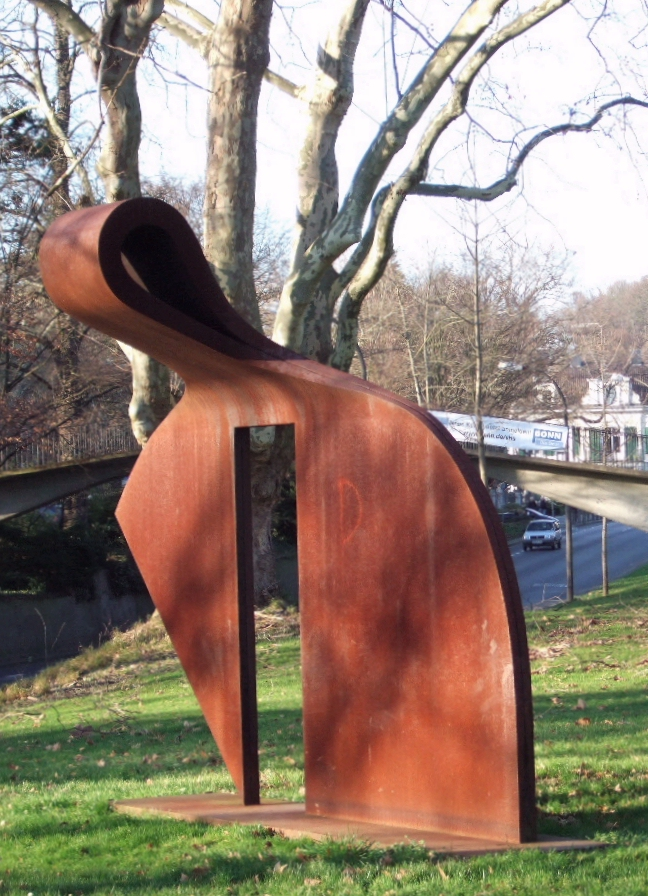
Bernhard Müller-Feyen: Archetypus (1989) – Bad Godesberg Stadtpark

## Leben
Bernhard Müller-Feyen wurde 1931 in Adenau geboren, wo er seine Kindheit verbrachte. Sein Vater, der Friedhofswärter Josef Müller, soll seinen Sohn in philosophischen Fragen geprägt haben. 
Nach seinem Schulabschluss erlernte Müller-Feyen den Beruf des Anstreichers, wo er seine künstlerische Begabung entdeckte. Ab 1949 besuchte er die Glasfachschule Rheinbach und lernte hier Glasmalerei. Im Anschluss an diese Ausbildung begann er im Jahr 1951 das Studium in der Freien und Angewandten Malerei an den Kölner Werkschulen, das bis 1958 andauerte. Er war Meisterschüler unter Otto Gerster.
Nach seinem Studium im Jahr 1958 arbeitete Müller-Feyen zunächst als Freier Künstler in Köln. Dort blieb er vier Jahre. In dieser Zeit lernte er Heinrich Böll kennen, mit dem er sich anfreundete und später einige Studienreisen unternahm. 1962 wurde Bernhard Müller-Feyen Dozent an der Kunsthochschule Istanbul, bei der er die Leitung der Fachklasse für Freie und Angewandte Malerei übernahm. Nach drei Jahren Tätigkeit in der Türkei kehrte er in seine Heimatstadt Adenau zurück. 1966 unterrichtete er René Böll, den Sohn Heinrich Bölls.
Von 1971 bis 1992 war Müller-Feyen als Kunstlehrer am Adenauer Erich-Klausener-Gymnasium tätig. In dieser Zeit entstanden auch seine ersten Werke, die durch den Minimalismus beeinflusst wurden. Zuvor hatte er Landschaften gezeichnet. So entstanden viele abstrahierende Bilder in seiner Heimatregion – der Nürburg, der Abtei Maria Laach, aber auch von Gegenden aus Irland, der türkischen Stadt Göreme und der Gärten des Serail.
1988 übergab Müller-Feyen sein Werk Flächenklappungen, das 1969 entstand, an die Nürburgring GmbH. Aufgrund der Umbaumaßnahmen wurde das Werk im August 2006 erneut vergeben. Seit 2006 ziert Flächenklappungen den TÜV Rheinland-Tower an der Start-/Zielgeraden des Nürburgrings. 1976 entstanden seine ersten „Schlaufenzeichnungen“, die sich später zu Schlaufenräumen in seinen Gemälden entwickelten. 1985 entstanden anthropomorphen Schlaufenformen, auch Archetypen genannt. Diese wurden 1986 auf der Art Cologne veröffentlicht. Sein letztes Werk vor seinem Tod war ein Denkmal für die Opfer des 11. September 2001 am Ground Zero in New York.
Im August 2004 verstarb Müller-Feyen in seinem Heimatort Adenau. Seine Skulpturen sind an vielen Orten des Landkreises Ahrweiler, so zum Beispiel an dem Freiherr-von Boeselager-Realschule plus in Bad Neuenahr-Ahrweiler an der Grundschule Adenau, sowie in Köln und Bad Godesberg aufgestellt. Auch am Hauptgebäude des Nürburgrings an der Start- und Zielgeraden findet man seine Werke. Er entwarf Kirchenfenster für die Evangelischen Erlöserkirche und die katholische Pfarrkirche St. Johannes, beide in Adenau.
Er beteiligte sich an Ausstellungen in Düsseldorf, Hamburg, Ancona und Monte Carlo. Einzelausstellungen wurden in Adenau, Bonn, Mainz, Duisburg, Köln, Trier, Frankfurt, Stuttgart und Koblenz gegeben.